# Pierre Taillantou
Ne doit pas être confondu avec Fernand Taillantou.

a Compétitions nationales et continentales officielles uniquement.

b Matchs officiels uniquement.
Pierre Taillantou, né le 7 août 1920 à Bizanos et mort le 20 mars 2011 à Roanne, est un joueur international français de rugby à XIII et un joueur de rugby à XV, évoluant au poste de demi d'ouverture ou demi de mêlée.
Il commence sa carrière à Pau XIII avant la Seconde Guerre mondiale disputant une finale de Championnat de France en 1940. Passé au rugby à XV du côté de Fumel durant la guerre. Demi finaliste du championnat de France à XV en 1945 face au Sporting Union Agen Lot-et-Garonne d'Albert Ferrasse les artistes fumelois perdirent face aux avants agenais. "Tatou" ,c’était son surnom, revient à XIII après la guerre d'abord à Roanne remportant deux titres de Championnat de France en 1947 et 1948, puis à Lyon atteignant la finale de la Coupe de France en 1950. Grand joueur de l'après-guerre, « ouvreur particulier tant dans le jeu que dans sa  manière d'être »,  il intègre l'équipe de France avec laquelle il remporte la Coupe d'Europe des nations en 1949.

## Biographie
Pierre Taillantou nait à Bizanos (France) le 7 août 1920; sa mère est lavandière, son père négociant en bestiaux. La famille compte trois garçons dont Pierre Taillantou et une fille.
Après une scolarité solide, soutenu par un oncle, il passe son brevet de l'enseignement primaire supérieur tout en pratiquant le rugby. 
Il prend part à sa première finale de championnat de France en 1940 avec Pau, défait en finale par le XIII Catalan 16-20.
La débâcle lui évite le service militaire, il entame alors une carrière d'instituteur que le service du travail obligatoire va perturber. 
Refusant de travailler pour l'occupant il prend la route du maquis, ce sera dans les landes.
Au fil des mois de quelques individus le maquis grossit énormément; inquiet de cette situation il rejoint Fumel où Jean Cavalier fils de camille cavallier  gère l'usine et offre aux réfractaires rugbyman une solution.
Il rejoint donc le rugby à XV (le XIII est interdit par Pétain) à Fumel aux côtés de Jean Barreteau, Elie Pebeyre,  et Gaston Combes. le premier sera avec lui à Roanne après la guerre.
Pendant sa période fuméloise il rencontre sa future femme fille d'un dirigeant amis de Jean Visol emblématique president de l'USFumlel dont il aura deux enfants.
Recruté par Claudius Devernois, il rejoint Roanne XIII qui lui offre comme à tous les joueurs de l’époque une équipe mais aussi un travail.
Il entre ainsi aux établissements Devernois où il restera jusqu'à sa retraite.
Il n'est pas le seul des grands joueurs de cette époque à faire leur vie sur place Joseph Crespo, Eli Brousse, Franoois Montrucolis, Rene Dufort ...et beaucoup d'autres feront de même. 
A  Roanne il  remporte deux titres de Championnat en 1947 et 1948 aux côtés de Joseph Crespo, Élie Brousse et Jean Dauger.
Il suit Claudius Devernois à Lyon. en 1950 puis terminera sa carrière à Roanne XIII.
Bien que petit c’était un Joueur aux qualité physiques hors normes sur quelques dizaines de mètres sa vélocité et ses "tichk tchak" affolaient tous les défenseurs.  
Il dispute sept rencontres internationales avec l'équipe de France et est l'un des artisans du succès de la Coupe d'Europe des nations en 1949 aux côtés de Puig-Aubert.
Une fracture lors du championnat le privât de la Tournée de l'équipe de France de rugby à XIII en 1951 à son grand regret.

## Palmarès
- Collectif[3] :
  - Vainqueur de la Coupe d'Europe des nations : 1949 (France).
  - Vainqueur du Championnat de France : 1947 et 1948 (Roanne) et 1951 (Lyon).
  - Finaliste du Championnat de France : 1940 (Pau).
  - Finaliste de la Coupe de France : 1950 et 1951 (Lyon).

### Détails en sélection
| Matchs internationaux de Pierre Taillantou | Matchs internationaux de Pierre Taillantou | Matchs internationaux de Pierre Taillantou | Matchs internationaux de Pierre Taillantou | Matchs internationaux de Pierre Taillantou | Matchs internationaux de Pierre Taillantou | Matchs internationaux de Pierre Taillantou | Matchs internationaux de Pierre Taillantou | Matchs internationaux de Pierre Taillantou | Matchs internationaux de Pierre Taillantou | Matchs internationaux de Pierre Taillantou | Matchs internationaux de Pierre Taillantou |
|                                            | Date                                       | Lieu                                       | Adversaire                                 | Résultat                                   | Compétition                                | Poste                                      | Points                                     | Essais                                     | Pen.                                       | Drops                                      |                                            |
| ------------------------------------------ | ------------------------------------------ | ------------------------------------------ | ------------------------------------------ | ------------------------------------------ | ------------------------------------------ | ------------------------------------------ | ------------------------------------------ | ------------------------------------------ | ------------------------------------------ | ------------------------------------------ | ------------------------------------------ |
| sous les couleurs de la France             |                                            |                                            |                                            |                                            |                                            |                                            |                                            |                                            |                                            |                                            |                                            |
| .                                          | 17 mai 1947                                |                                            | Angleterre                                 | 2-5                                        | Coupe d'Europe                             | Demi de mêlée                              | -                                          | -                                          | -                                          | -                                          |                                            |
| .                                          | 25 octobre 1947                            |                                            | Angleterre                                 | 15-20                                      | Coupe d'Europe                             | Demi d'ouverture                           | -                                          | -                                          | -                                          | -                                          |                                            |
| .                                          | 20 mars 1948                               |                                            | Pays de Galles                             | 20-12                                      | Coupe d'Europe                             | Demi d'ouverture                           | -                                          | -                                          | -                                          | -                                          |                                            |
| .                                          | 11 avril 1948                              |                                            | Angleterre                                 | 10-25                                      | Coupe d'Europe                             | Demi d'ouverture                           | -                                          | -                                          | -                                          | -                                          |                                            |
| .                                          | 23 octobre 1948                            |                                            | Pays de Galles                             | 12-9                                       | Coupe d'Europe                             | Demi d'ouverture                           | 3                                          | 1                                          | -                                          | -                                          |                                            |
| .                                          | 9 janvier 1949                             |                                            | Australie                                  | 10-29                                      | Test-match                                 | Demi d'ouverture                           | -                                          | -                                          | -                                          | -                                          |                                            |
| .                                          | 23 janvier 1949                            |                                            | Australie                                  | 0-10                                       | Test-match                                 | Demi d'ouverture                           | -                                          | -                                          | -                                          | -                                          |                                            |
| .                                          | 12 novembre 1949                           |                                            | Pays de Galles                             | 8-16                                       | Coupe d'Europe                             | Demi d'ouverture                           | -                                          | -                                          | -                                          | -                                          |                                            |